# فویگتلندر اولتراماتیک سی‌اس
فویگتلندر اولتراماتیک سی‌اس (به انگلیسی: Voigtländer Ultramatic CS) یک دوربین عکاسی ساخت شرکت فویگتلندر است.